# 職業としての小説家
『職業としての小説家』（しょくぎょうとしてのしょうせつか）は、村上春樹の自伝的エッセイ。

## 概要
2015年9月10日、スイッチ・パブリッシングより刊行された。雑誌『MONKEY』に連載されたエッセイ「村上春樹私的講演録 職業としての小説家」、『考える人』に掲載された講演原稿、および書き下ろしの文章から成る。
台頭するインターネット書店への対抗策として、紀伊國屋書店が本書の初版10万冊のうち9割を出版社から直接買い取ったことで話題となった。紀伊國屋書店は9万冊のうち3万～4冊を自社店舗で販売し、残りを他社の書店に供給するという戦略をとった。
2016年10月1日、新潮文庫として文庫化された。
『MONKEY』Vol.7（2015年10月15日）に「『職業としての小説家』刊行記念 村上春樹インタビュー」が掲載された。聞き手は川上未映子。川上のインタビューはのちに『みみずくは黄昏に飛びたつ』（新潮社）に収録された。

## 内容
|          | タイトル                               | 掲載誌                             | 取り上げられている人物・作品・事物等 |
| -------- | -------------------------------------- | ---------------------------------- | --- |
| 第一回   | 小説家は寛容な人種なのか               | 『MONKEY』2013年10月7日発行 Vol.1  | マルセル・プルースト、ジェームズ・ジョイス |
| 第二回   | 小説家になった頃                       | 『MONKEY』2014年2月15日発行 Vol.2  | デイブ・ヒルトン、アゴタ・クリストフ、『風の歌を聴け』、向井滋春、高瀬アキ、杉本喜代志、川口大三郎事件 |
| 第三回   | 文学賞について                         | 『MONKEY』2014年6月15日発行 Vol.3  | レイモンド・チャンドラー、ネルソン・オルグレン、芥川龍之介賞、群像新人文学賞 |
| 第四回   | オリジナリティーについて               | 『MONKEY』2014年10月15日発行 Vol.4 | 『火星の人類学者』（オリヴァー・サックス）、『春の祭典』、ズビグニェフ・ヘルベルト |
| 第五回   | さて、何を書けばいいのか？             | 『MONKEY』2015年2月15日発行 Vol.5  | ポール・ヴァレリー、『KAFKA/迷宮の悪夢』（1991年）、『E.T.』（1982年）、 アーネスト・ヘミングウェイ |
| 第六回   | 時間を味方につける──長編小説を書くこと | 『MONKEY』2015年6月15日発行 Vol.6  | アイザック・ディネーセン、『ダンス・ダンス・ダンス』、レイモンド・カーヴァー |
| 第七回   | どこまでも個人的でフィジカルな営み     | 書き下ろし                         | アンソニー・トロロープ、フランツ・カフカ |
| 第八回   | 学校について                           | 書き下ろし                         | 福島第一原子力発電所事故 |
| 第九回   | どんな人物を登場させようか？           | 書き下ろし                         | サマセット・モーム、カート・ヴォネガット・ジュニア、『悪霊』 |
| 第十回   | 誰のために書くのか？                   | 書き下ろし                         | 『コインロッカー・ベイビーズ』（村上龍）、「ガーデン・パーティー」（リック・ネルソン） |
| 第十一回 | 海外へ出て行く。新しいフロンティア     | 書き下ろし                         | アマンダ・アーバン、サニー・メータ、ゲーリー・フィスケットジョン、ロバート・ゴッドリーブ、 リンダ・アッシャー、チップ・キッド、アルフレッド・バーンバウム、ジェイ・ルービン、 フィリップ・ガブリエル、テッド・グーセン |
| 第十二回 | 物語があるところ・河合隼雄先生の思い出 | 『考える人』2013年夏号             | 河合隼雄 |

## 翻訳
| 翻訳言語        | 翻訳者                         | 発行日        | 発行元            |
| --------------- | ------------------------------ | ------------- | ----------------- |
| ドイツ語        | Ursula Gräfe                   | 2016年        | DuMont Buchverlag |
| イタリア語      | Antonietta Pastore             | 2017年        | Einaudi           |
| 中国語 (繁体字) | 頼明珠                         | 2016年1月22日 | 時報文化          |
| 中国語 (簡体字) | 施小煒                         | 2017年1月     | 南海出版公司      |
| 韓国語          | 梁潤玉                         | 2016年4月25日 | 現代文学          |
| ハンガリー語    | Ingrid Mayer                   | 2024年6月13日 | Geopen            |
| 英語            | Philip Gabriel and Ted Goossen | 2024年1月11日 | Vintage           |